# Institución Colombina
La Institución Colombina, situada en Sevilla, España, es el organismo administrativo moderno que gestiona la Biblioteca Capitular, la Biblioteca Colombina, el Archivo de la Catedral de Sevilla, la Biblioteca del Arzobispado y el Archivo General del Arzobispado. La Biblioteca Capitular y la Biblioteca Colombina son de titularidad privada, y por tanto no reciben subvenciones del Gobierno de España. Debido a ello, la Fundación Cristóbal Colón y la propia Institución Colombina se encargan de sufragar los gastos de mantenimiento de ambas bibliotecas.

## Biblioteca Colombina

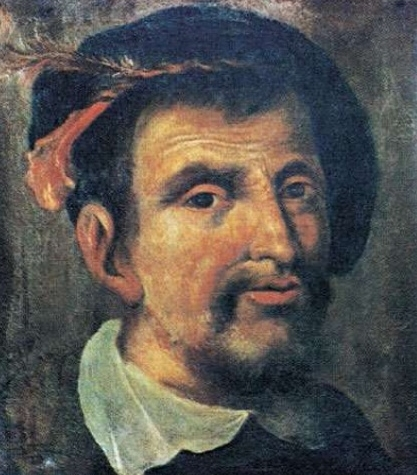
Retrato de Hernando Colón

La Biblioteca Colombina se ubica en el extremo occidental del Patio de los Naranjos de la catedral de Sevilla. Fue constituida en 1539 gracias a un cuantioso legado de Hernando Colón. Esta biblioteca posee incunables y otros libros raros, así como manuscritos de puño y letra de Cristóbal Colón.

### Historia de la Biblioteca Colombina
Siendo ya adulto, Hernando Colón adquirió fama de erudito. Poseía unas considerables rentas, procedentes de la heredad de su padre en el Nuevo Mundo, y destinó un porcentaje elevado de las mismas a la compra de libros; acabó por atesorar unos 15 000 volúmenes en su biblioteca personal.
Aparte de su excepcional tamaño, esta biblioteca tiene otras características que  la hacían única en su época (siglo XVI). La más destacable es el sistema de clasificación que Hernando Colón empleaba para inventariar los libros que pasaban a formar parte de su colección: anotaba personalmente la fecha y el lugar de compra, así como el precio, de todas y cada una de las obras que él o sus asociados adquirían. También cabe mencionar el especial interés de Hernando por las obras impresas, lo cual se refleja en los 1194 incunables custodiados en los fondos documentales de la Biblioteca Colombina a fecha de 2017, entre otras obras poco comunes y de gran valor. Asimismo, esta biblioteca disponía de un bibliotecario contratado a tiempo completo, con un sueldo digno para los estándares de la época: a este se le asignaba una habitación en el edificio de la biblioteca, a fin de que residiera permanentemente en él. A la muerte de Cristóbal Colón en 1506, su hijo Hernando heredó su biblioteca personal, que se convirtió en parte de los primeros fondos documentales de la futura Biblioteca Colombina.
En el testamento de Hernando Colón se tomaron disposiciones para asegurar la pervivencia de su biblioteca después de su muerte, concretamente que los libros que la integraban no serían vendidos, y que se comprarían más obras con las rentas que legaba a la biblioteca. A pesar de ello, la titularidad de la misma fue objeto de disputas legales durante varias décadas tras la muerte de Hernando, acontecida en 1539, hasta que finalmente pasó a manos del Cabildo de la catedral de Sevilla. Aunque la mayoría de los libros de Hernando Colón se han perdido en el transcurso de varios siglos, la Biblioteca Colombina se encontraba a fecha de 2023 en buenas condiciones y abierta tanto a investigadores como a visitantes no relacionados con el mundo académico.

## Biblioteca Capitular
La Biblioteca Capitular fue fundada en 1284, año en el que el rey Alfonso X de Castilla donó parte de su biblioteca personal a la catedral de Sevilla. Los fondos documentales de la biblioteca fueron creciendo a partir de esta donación inicial. 